# 2024年委內瑞拉政治危機

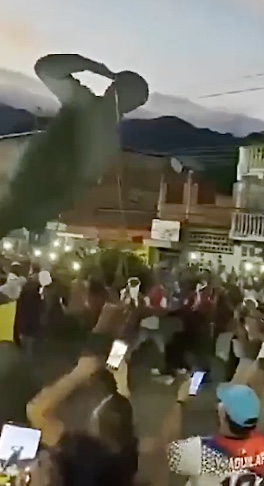
烏戈·查維斯的雕像在2024年委內瑞拉抗議期間被推倒

2024年，委內瑞拉的政治危機在委內瑞拉總統選舉結果公佈後進一步惡化。這場選舉是為選出自2025年1月10日起擔任任期6年的委內瑞拉總統。現任總統尼古拉斯·馬杜羅爭取連任第三屆，而前外交官埃德蒙多·岡薩雷斯·烏魯蒂亞則代表主要反對派民主統一綱領參選。委內瑞拉政府禁止主要候選人瑪麗亞·科里納·馬查多參選。
國際監督員認為這次選舉既不自由也不公正，指控馬杜羅政府在選前及選舉期間控制大多數機構並鎮壓反對派。根據《衛報》報導指，學者、媒體和反對派提供大量證據，顯示岡薩雷斯以大幅優勢贏得選舉。但由政府控制的國家選舉委員會宣佈馬杜羅以微弱優勢勝選，但卡特中心、美洲國家組織和聯合國不承認這一結果。政治學者史蒂文·萊維茨基稱這次選舉舞弊是「現代拉丁美洲歷史上最嚴重的案例之一」。
《紐約時報》報導指，選舉結果的公佈將委內瑞拉推入一場政治危機，已導致至少22人在暴力示威中喪生，超過2000人被捕，並引發國際社會的譴責。政府宣佈的造假結果引發全國抗議，馬杜羅政府發起「咚咚行動」鎮壓異議，拘捕反對派領袖，並拒絕交權。人權組織普遍譴責將抗議活動刑事化。馬杜羅拒絕承認其敗選，並於8月1日要求忠於他的委內瑞拉最高法院審核並批准選舉結果。正如預料，8月22日，最高法院「確認」馬杜羅的勝選結果。9月2日，岡薩雷斯被簽發逮捕令，其於9月7日逃亡西班牙尋求政治庇護。

## 對選舉結果的初步反應
7月30日，卡特中心嚴厲譴責選舉當局，指出選舉「完全缺乏透明度」，並表示此次選舉「不能被視為民主」。

### 舞弊指控
美國記者安妮·阿普爾鮑姆在《大西洋》雜誌撰文指出，「到7月31日……選舉（結果）被竊取已經顯而易見」。根據《衛報》報導指，獨立觀察員認為此次選舉結果即使按照委內瑞拉的標準也過於隨意。
政治學者史蒂文·萊維茨基形容這次選舉是「現代拉丁美洲歷史上最嚴重的選舉舞弊之一」。
委內瑞拉國家選舉委員會的五名成員之一，律師胡安·卡洛斯·德爾皮諾在選舉後躲藏起來。他在接受《紐約時報》採訪時表示，他未見任何支持馬杜羅勝選的證據，並對國家選舉委員會「辜負國家」感到羞愧。德爾皮諾指出選舉中的不規則現象，包括國家選舉委員會未公佈的投票結果，以及國家選舉委員會在選前很少召開會議，導致國家選舉委員會主席阿莫羅索做出「單方面」決定。

### 國內

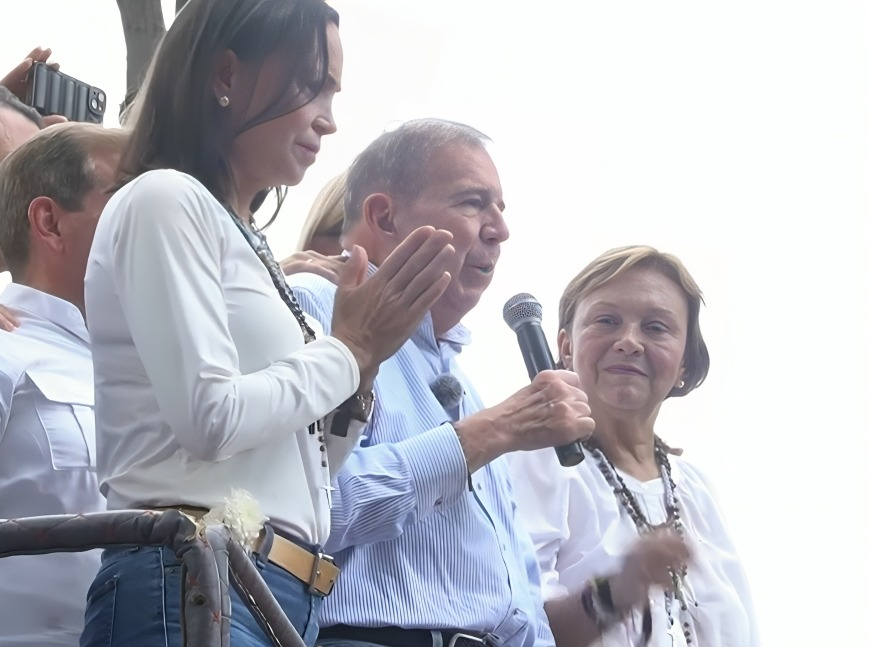
2024年，馬查多和岡薩雷斯及其妻子在加拉加斯聯合國開發計畫署辦事處前向全國發表講話

2024年，瑪麗亞·科里納·馬查多與埃德蒙多·岡薩雷斯及其妻子在加拉加斯的聯合國開發計劃署辦公室前向全國發表講話，拒絕接受國家選舉委員會的選舉結果，並宣稱勝利。
馬杜羅將選舉結果描述為「和平與穩定的勝利」，並指責美國在委內瑞拉煽動內戰，還將國內動蕩歸咎於「國際猶太復國主義」。
根據Meganálisis在8月8日至11日對1007名委內瑞拉人的民意調查，93%的受訪者認為馬杜羅在選舉中敗選。感到快樂的委內瑞拉人僅占2.8%，而調查顯示40%的人希望在2024年底前離開該國。

### 選舉系統遭受網絡攻擊指控
7月29日，國家選舉委員會主席埃爾維斯·阿莫羅索聲稱，選舉期間國家選舉委員會遭遇來自北馬其頓的網絡攻擊，並指控反對派策劃這次攻擊。北馬其頓數字轉型部長斯特凡·安多諾夫斯基回應稱，「這是一個社會主義政權，多年來經常發佈無證據支持的信息，並無端指責無辜的相關方和國家。」卡特中心的珍妮·林肯表示，包括「監控並能識別拒絕服務攻擊的公司」在內，並未發現網絡攻擊的證據。

### 國際反應
委內瑞拉當局控制的國家選舉委員會公佈的選舉結果，引發大多數拉丁美洲國家領導人的懷疑和批評。一些國家，包括古巴、洪都拉斯和尼加拉瓜，承認並祝賀馬杜羅為選舉勝利者。一些世界領導人對結果表示懷疑，並未承認國家選舉委員會的聲明；但據《華盛頓郵報》報導指，「俄羅斯、中國、伊朗和古巴等國家則對馬杜羅表示祝賀」。

地圖顯示截As of November 2024宣佈埃德蒙多·岡薩雷斯為總統選舉勝利者的國家

智利總統加夫列爾·博里奇是第一名質疑國家選舉委員會結果的外國領導人，他表示「結果令人難以置信」。厄瓜多總統丹尼爾·諾沃亞警告說，「這就是獨裁的危險，我們正目睹又一個獨裁者試圖奪走數百萬委內瑞拉人的希望。」包括哥斯達黎加、薩爾瓦多、秘魯和烏拉圭在內的國家對國家選舉委員會的結果進行譴責，認為其涉及舞弊或腐敗。阿根廷總統哈維爾·米萊對馬杜羅發出嚴厲批評，稱其為獨裁者。阿根廷於8月7日承認岡薩雷斯為當選總統。
巴西、哥倫比亞和墨西哥的三名左翼總統迅速要求全面計算所有選票，並完全透明地公開每個選區的投票記錄。墨西哥和哥倫比亞拒絕選舉結果，並呼籲透明和核實。哥倫比亞政府呼籲「盡快進行全面的選票計算、核查和獨立審計」。巴西總統路易斯·伊納西奧·盧拉·達席爾瓦稱這場爭議是「正常」的過程，但要求公佈全部選票總數。墨西哥總統安德烈斯·曼努埃爾·洛佩斯·奧夫拉多爾於7月30日表示，應公佈投票結果，但他未看到舞弊的證據。8月1日，三名總統發表聯合聲明，對選後暴力表示關切，並要求迅速進行「公正的結果核查」。據美聯社報導指，這三國政府與馬杜羅關係密切，並與政府和反對派合作，「尋求解決該國政治危機的方案」。美聯社報導稱，反對派對三國提出「遵守委內瑞拉法律並向相關機構投訴」的建議持謹慎態度，因為「執政黨控制了政府的各個方面，包括司法系統，並利用它打擊和鎮壓真正和潛在對手」。
美國國務卿安東尼·布林肯最初對國家選舉委員會的結果表示懷疑，並於8月1日表示，有「壓倒性的證據」表明岡薩雷斯贏得了選舉。他呼籲進行談判和和平過渡，但美國尚未承認岡薩雷斯為當選總統。《邁阿密先驅報》於8月7日報導指，美國國務院官員馬克·韋爾斯在與記者的電話會議中表示，美國正在等待馬杜羅與巴西、哥倫比亞和墨西哥之間的談判結果，而發言人馬修·米勒表示，他們尚未承認任何人當選總統。
選舉次日，九個拉丁美洲國家（阿根廷、哥斯達黎加、多明尼加共和國、厄瓜多爾、危地馬拉、巴拿馬、巴拉圭、秘魯和烏拉圭）呼籲在7月31日召開美洲國家組織緊急會議。成員國未能就決議達成共識。美洲國家組織秘書長路易斯·阿爾馬格羅提到國際刑事法院對委內瑞拉反人類罪的調查，他表示將請求國際刑事法院通輯馬杜羅。在選舉前，馬杜羅曾表示，如果他未能勝選，將會有「一場血腥的內戰」；阿爾馬格羅稱馬杜羅正在履行這一承諾，並表示是時候追求正義了。

### 外交與商業關係
據BBC和《衛報》報導指，秘魯於7月30日成為首個承認岡薩雷斯為委內瑞拉當選總統的國家，但這一聲明由前秘魯外交部部長發佈，並於9月5日，隨著新外交部長上任，秘魯部長會議對此進行更正。秘魯在7月29日召回其駐委內瑞拉大使，並於次日驅逐委內瑞拉的外交官。作為回應，委內瑞拉中斷了與秘魯的外交關係。
巴拿馬也中斷與委內瑞拉的外交關係。委內瑞拉驅逐阿根廷、智利、哥斯達黎加、多明尼加共和國、巴拿馬和烏拉圭的外交官；截至8月1日，巴西接管阿根廷和秘魯在加拉加斯的大使館。在巴拿馬和多明尼加共和國要求審查選舉結果後，委內瑞拉暫停與這兩國的航班往來。其還下令暫時中止與秘魯的航班。
馬杜羅命令阿根廷在8月1日前撤離其駐加拉加斯的大使館，並切斷使館官邸的電力，使館被安全部隊包圍。自2023年12月以來，阿根廷駐委內瑞拉大使館為馬查多的6名競選人員提供庇護，當時馬杜羅政府試圖在她仍是總統候選人時逮捕他們。阿根廷政府要求庇護申請者必須獲得安全通行權，以便與使館人員一同離開，但馬杜羅政府不同意這一條件；在阿根廷外交官被驅逐後，巴西接手庇護者情況的調解。哥斯達黎加則提供庇護給這6人；國際法保障外交人員和政治庇護申請者的保護。

## 後續

### 抗議
認為選舉結果造假的委內瑞拉公民走上街頭抗議。在7月，委內瑞拉社會衝突觀察站記錄了委內瑞拉全國範圍內的1311次抗議活動；其中70%發生在7月29日或30日。觀察站表示，大部分抗議活動發生在貧困地區，涉及「對反對黨領導人及其支持者的騷擾、任意逮捕、威脅和政治報復」。
截至8月15日，全國範圍內的抗議活動中已有25人喪生。據「受害者監察」報告，其中包括一名15歲少年；所有人都被槍殺，「8人與軍方有關，3人與警方有關，7人與親馬杜羅的摩托車幫派『集體』有關」。
7月28日——這一天被選為選舉日期，因為這是馬杜羅的前任烏戈·查韋斯之70歲生日——9座他的雕像被抗議者推倒。
根據Infobae報導，8月1日國際特赦組織與其他十個人權組織發表一份「針對委內瑞拉選舉舞弊和抗議刑事化的有力聲明」，譴責尼古拉斯·馬杜羅政權在委內瑞拉的鎮壓行為，並要求其保障抗議權利和全面尊重生命、人身完整和自由的權利。

### 鎮壓
在選後的鎮壓行動中，馬杜羅指控反對派策劃政變。他提到「咚咚行動」；BBC新聞報導指出，這項行動涉及當局逐戶搜捕與抗議或反對派有關的人。《衛報》引用「和平實驗室」的拉斐爾·烏斯卡特吉的話，形容這次行動旨在恐嚇委內瑞拉人屈服，並指出：「我們所看到的只是製造恐懼氛圍的一種手段」。
馬杜羅親自鼓勵民眾通過一款名為VenApp的應用程式舉報抗議選舉結果的人。此外，政府還設立一個網頁，允許用戶上傳抗議者的照片或影片，讓其他人辨識他們的身份。據報導，為了避免被當局攔下檢查手機中的異議內容，許多委內瑞拉人外出時選擇不攜帶手機。
反對派領導人表示，參與選舉監督的市民遭到迫害和拘留。根據NTN24的報道指，馬杜羅指控他們是游擊隊，並利用國家選舉委員會掌握的聯繫資料進行追捕。許多選舉監督員據報導已逃離家園，害怕遭到逮捕。

### 逮捕

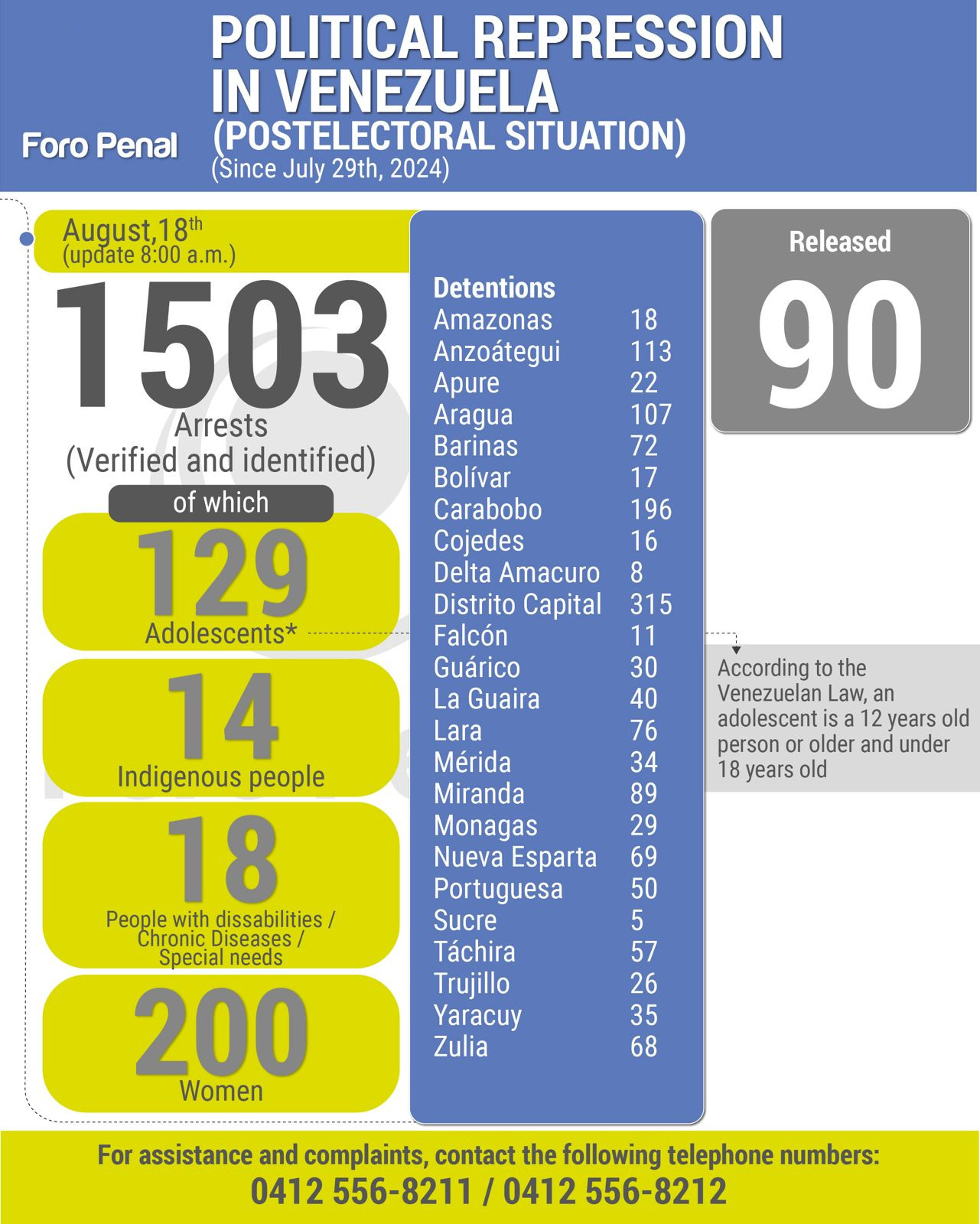
非政府組織Foro Penal的海報顯示截至8月18日已確認的事件。

馬杜羅政府稱，截至8月16日，至少有2400人被逮捕。他下令修復兩所監獄以容納被拘留者。
委內瑞拉人權組織Foro Penal報告稱，截至8月18日，他們已能確認選後期間的1503人被捕，其中包括129名未成年人。截至8月26日，包括選前期間的政治拘留者在內，委內瑞拉的政治犯人數達到21世紀以來的最高水平，為1674人。9月2日，他們報告稱，委內瑞拉有1793名政治犯，其中1659人是在選後被拘留的，大多數人尚未被判刑，但被控以恐怖主義罪。

### 反對派與記者遭受鎮壓
8月2日，馬查多擔任主席的政黨Vente Venezuela宣稱其位於加拉加斯的辦公室遭到6名武裝人員襲擊，辦公室被洗劫一空。
前候選人弗雷迪·蘇佩拉諾在選舉兩天後被蒙面人帶走。在這之前，卡韋略曾表示計劃逮捕十名反對派領袖。一週後，律師喬爾·加西亞證實，蘇佩拉諾與記者羅蘭·卡雷尼奧被關押在螺旋大廈，具體罪名不詳。蘇佩拉諾的政黨成員稱，他們接到查維斯支持者的消息，蘇佩拉諾可能會被酷刑逼供，以承認政府官員捏造的罪名。

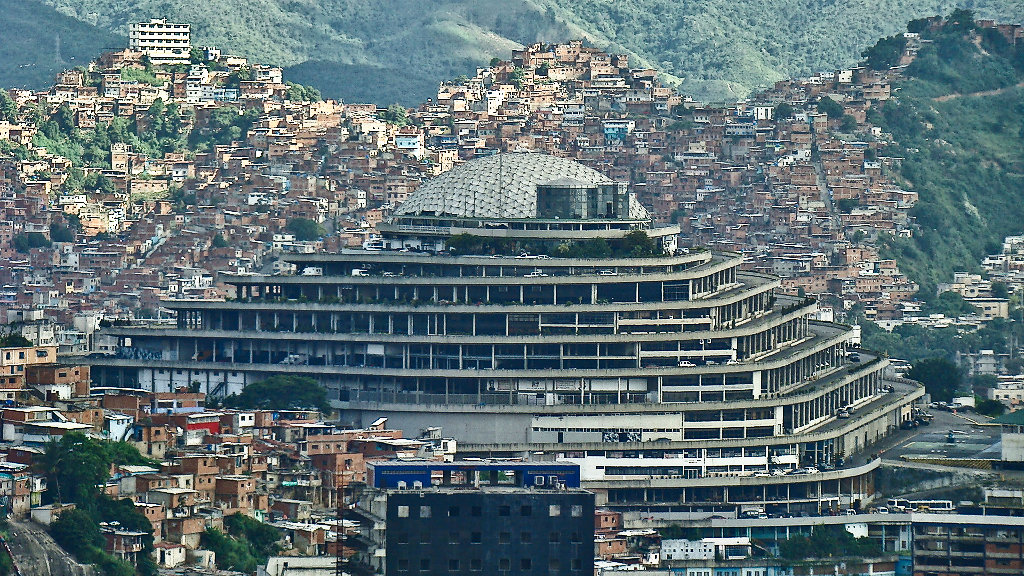
螺旋大廈是一座位於加拉加斯的建築，由委內瑞拉政府擁有，用於關押普通囚犯與政治犯。

同一天，「Vente Venezuela」顧問里卡多·埃斯特維斯在家中被武裝人員帶走。激進事業黨的青年協調員拉斐爾·西維拉及另一名身份不明者也遭到拘捕。
「Vente Venezuela」政治人物瑪麗亞·奧羅佩薩在安全部隊未持搜查令闖入她的住處並逮捕她的兩小時前，直播這一過程，當時她形容這次逮捕行動為「獵巫行動」。委內瑞拉全國新聞工會譴責記者尤斯內爾·阿爾瓦拉多和攝影師保羅·萊昂在選舉後不久被捕，而攝影師戴西·佩娜則在8月2日被捕。同一天，智利國家電視台表示，其記者伊萬·努涅斯和攝影師何塞·路易斯·塔皮亞也遭到逮捕。
Foro Penal的羅梅羅報告稱，截至8月26日，媒體界共有10人被捕，其中2人在選舉前被捕，其餘8人在選舉後被捕。

### 馬查多的律師被捕
人權活動者維爾卡·費爾南德斯表示，馬查多的律師佩金斯·羅查於8月27日被玻利瓦爾國家情報局拘留。羅查是「Vente Venezuela」的法律協調員，他被蒙面人強行帶走，目前下落不明。

### 選舉結果透明度與最高法院裁決
反對派領袖、國際領袖及觀察人士呼籲馬杜羅公開各投票站的選票統計數據。儘管馬杜羅聲稱他掌握這些數據，但截至8月21日，他仍未公開。他拒絕交出權力，並於8月1日採取了不尋常的舉措，向最高法院請求審核和批准選舉結果。
BBC記者凡妮莎·布施舒特指出，法院成員大多數是政府的忠實支持者，而《國家報》則認為法院受到執政黨委內瑞拉統一社會主義黨的控制。BBC指出，此過程可能在閉門會議中進行，僅限最高法院成員查看數據。卡特中心曾預見此舉，並指出最高法院屬於政府機構，不是獨立的評估機構。此舉被視為拖延策略，同時假裝符合法律要求。曾為內閣成員的前反對派領袖胡安·瓜伊多告訴《環球報》，此舉意在拖延反對派並試圖為結果增添合法性。
岡薩雷斯表示，他不會響應最高法院的傳票，理由是程序不公及對自身安全的擔憂，並認為傳票違反正當程序。他還指出，最高法院無權履行國家選舉委員會的職責，這將違反憲法中的權力分立。《國家報》於8月22日報導稱，最高法院受執政黨控制，而選舉委員會主席阿莫羅索與馬杜羅關係密切。
根據《國家報》報導指，接受此案時，法院主席卡里西婭·羅德里格斯表示將對投票數據進行詳細審查。另一位總統候選人恩里克·馬爾克斯曾請求羅德里格斯迴避此案，理由是她與執政黨的政治聯繫。
Efecto Cocuyo報導稱，拉丁美洲選舉專家委員會的成員可能參與觀察最高法院的審查。該報對該委員會的獨立性表示懷疑，指出該委員會曾支持2017年委內瑞拉制憲大會選舉的合法性，儘管電子投票系統的製造商Smartmatic表示確信結果被操縱，並估計參與人數存在百萬票的差異。
正如預期，在審查提交的材料後，由馬杜羅忠實支持者組成的最高法院於8月22日確認國家選舉委員會聲稱馬杜羅勝選的結果；反對派及其他觀察人士認為此裁決無效，指稱最高法院無權干涉選舉。法院聲稱反對派的數據是偽造的；美聯社報導指，馬杜羅政府聲稱，來自北馬其頓的黑客發動的外國網絡攻擊延遲選舉夜的計票和數據發布。委內瑞拉全國代表大會主席豪爾赫·羅德里格斯聲稱反對派的數據被偽造。
據NTN24報導，8月26日，國家選舉委員會的網站短暫開放，許多人能夠查看投票數據，並確認這些數據與反對派在其網站上報告的一致，一名攝影師在網頁開啟時進行了錄影，他表示，這證明否定了反對派篡改數據的說法。
羅德里格斯宣佈最高法院的裁決時表示，將對「可能是虛假的」結果進行刑事調查。

### 針對馬查多與岡薩雷斯的指控
委內瑞拉統一社會主義黨副主席迪奧斯達多·卡韋略與全國代表大會主席羅德里格斯在選舉結束兩天後建議將馬查多和岡薩雷斯關進監獄。馬杜羅同意羅德里格斯和卡韋略的觀點，要求當局對馬查多和岡薩雷斯施以「最嚴厲的正義」，指控他們是暴力團體的領導者。哥斯達黎加提供政治庇護給包括岡薩雷斯、馬查多及被阿根廷駐委內瑞拉大使館收容的反對派政治人物在內的人士；馬查多則回應，她將「繼續奮鬥」。
8月1日，馬查多在《華爾街日報》上發表一封公開信，聲稱她已躲藏起來，「害怕我的生命、自由，還有我的同胞將受尼古拉斯·馬杜羅獨裁政權的威脅」；在信中，她陳述據稱她掌握的投票數據證據，支持人民民主統一黨的勝利，並表示馬杜羅曾將證人從投票站驅逐，而這些證人在選舉之夜「用生命守護選票收據」。8月3日，馬查多現身於加拉加斯拉斯梅賽德斯的示威活動；8月17日，她再次出現在加拉加斯的「真相世界大抗議」中。截至8月19日，岡薩雷斯已隱匿數週，最後一次公開露面是在7月30日。
《邁阿密先鋒報》報導指，在8月19日《Últimas Noticias》的採訪中，當委內瑞拉檢察總長塔里克·威廉·薩博被問及是否會以謀殺罪起訴馬查多時，他回應道：「在任何時候，他們中的任何人都可能被指控並被追究責任。」薩博因多項涉嫌罪行受到制裁，人權組織指控他是「該政權利用委內瑞拉司法系統作為政治迫害工具的關鍵人物之一」。薩博認為馬查多和岡薩雷斯應為據稱由美國主導的一系列事件負責。在薩博的聲明前幾天，哥倫比亞和平與和解基金會發布了其第三份關於委內瑞拉選舉暴力的報告，指出選舉期間的大多數受害者是「主要反對黨的成員」，超過91%的暴力行為是由委內瑞拉安全部隊執行的。

### 岡薩雷斯的傳召、逮捕令與流亡

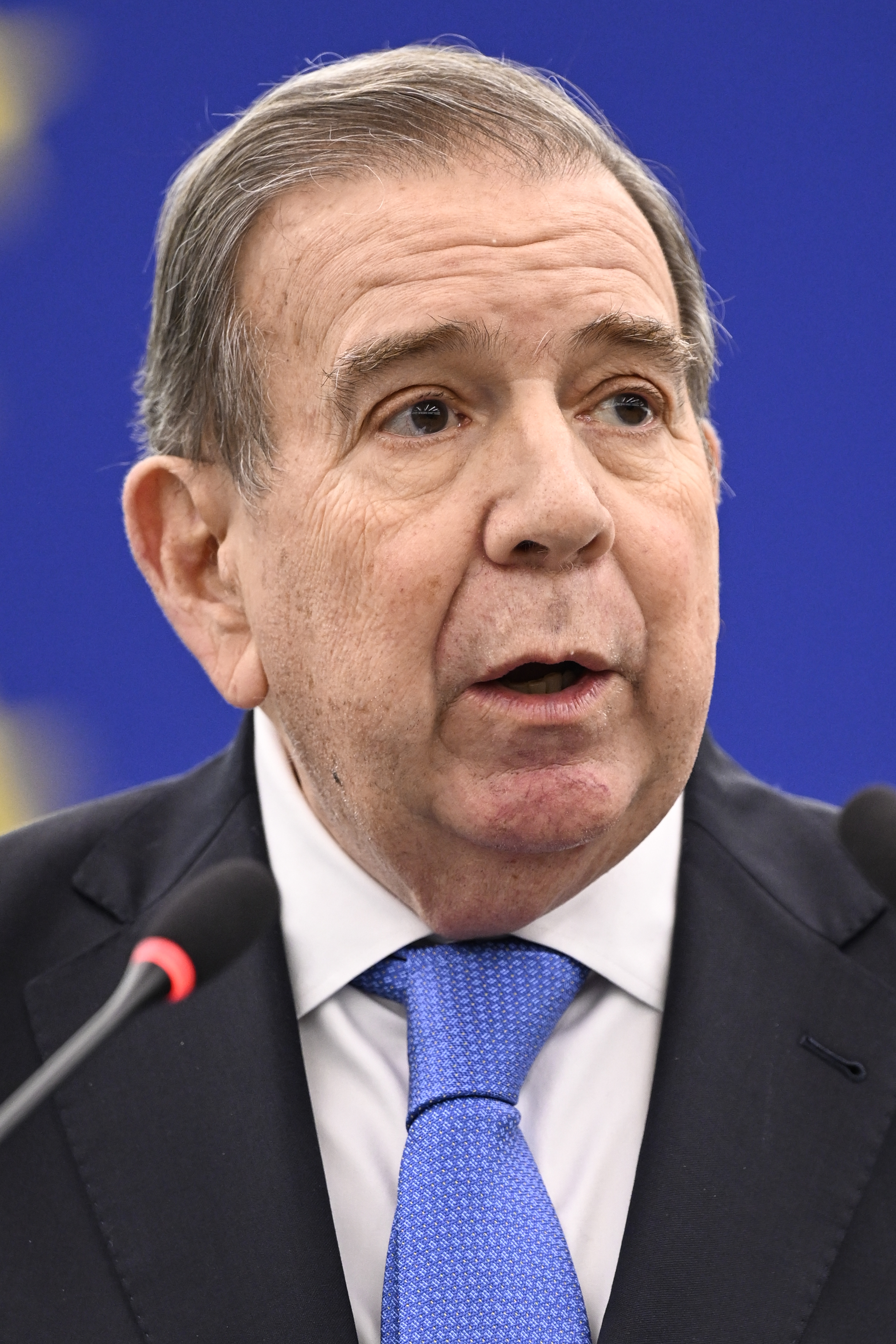
2024年，年屆74歲的埃德蒙多·岡薩雷斯

在8月22日最高法院的裁決後，檢察長薩博向媒體表示，岡薩雷斯因涉嫌選舉舞弊，將被傳喚出庭作證。他被指控於8月26日擅自行使國家選舉委員會的職能，將選舉記錄上傳至www.resultsconvzla.com。此外，他還面臨偽造文件、煽動不服從、陰謀和電腦犯罪等指控。律師喬爾·加西亞表示，傳票並未明確指出岡薩雷斯是以被告、證人還是專家身份出庭。因岡薩雷斯未按預期出庭，第二天又發出了第二次傳票；如果三次不出庭，可能會被簽發逮捕令。他同樣無視第二次傳票。
在第三次傳票被忽視後，9月2日對岡薩雷斯簽發了逮捕令，罪名包括犯罪結社和陰謀。檢察官路易斯·埃內斯托·杜涅斯·雷耶斯請求逮捕岡薩雷斯，理由是他涉嫌職能篡奪、偽造公共文件、煽動違法和結社犯罪，路透社報導。岡薩雷斯的律師何塞·維森特·哈羅表示，檢察官辦公室拒絕接受岡薩雷斯辯護所需的宣誓書，並解釋岡薩雷斯為何忽視三次傳票。
選舉結束後，岡薩雷斯於9月5日秘密在荷蘭駐委內瑞拉大使館尋求庇護，隨後在加拉加斯的西班牙駐委內瑞拉大使館滯留數日，獲得庇護，並於2024年9月7日乘坐西班牙軍機離開。他的妻子與他同行，飛往馬德里，與居住在那裡的女兒團聚。

#### 對岡薩雷斯逮捕令的反應
馬查多表示，馬杜羅政府已經「完全脫離現實」，並認為逮捕威脅將進一步凝聚反對派的力量。主要反對派平台民主統一綱領強烈譴責對岡薩雷斯不斷升級的政治迫害，指責「一個無法為國家選舉委員會宣佈的欺詐性選舉結果背書」的「政權」，卻能迅速對選舉的勝者發出逮捕令。岡薩雷斯的律師哈羅表示，岡薩雷斯並不計劃尋求庇護。
在其每週節目中，馬杜羅未直接提及逮捕令，但特地提到岡薩雷斯，稱其為「懦夫」，並聲稱「沒有人凌駕於法律之上」，指責岡薩雷斯和馬查多對2024年委內瑞拉大停電負責，並宣佈提前聖誕節：「已經能聞到聖誕的氣息了，因此今年，我為了向英勇的人民致敬，決定將聖誕節定在10月1日。」
阿根廷、智利、哥斯達黎加、多明尼加共和國、瓜地馬拉、巴拉圭、秘魯和烏拉圭政府強烈譴責這項逮捕令。智利呼籲尊重基本自由和人權，譴責針對政治對手的鎮壓，與其他七國共同譴責這項逮捕令，認為這是「再次試圖讓岡薩雷斯噤聲、無視委內瑞拉人民意願的舉措，構成政治迫害」，並將其形容為「獨裁行為」，在一個「沒有權力分立或最低司法保障且任意逮捕氾濫的國家」中發生。
巴西外交政策顧問塞爾索·阿莫里姆表示，委內瑞拉出現了「非常令人擔憂的威權升級」，並認為如果岡薩雷斯被真正逮捕，將是一種「政治逮捕」。在哥倫比亞總統古斯塔沃·佩特羅和巴西總統盧拉通話後，兩國外長發表聯合聲明，對逮捕令表示「深切關注」；哥倫比亞參議員瑪麗亞·費爾南達·卡瓦爾批評佩特羅未能更強烈表態，質疑他是否「害怕馬杜羅的獨裁政權」。
美國助理國務卿布萊恩·A·尼科爾斯譴責這項逮捕令為「毫無根據」，並表示馬杜羅「下令逮捕那位在選舉中壓倒性擊敗他的民主領袖」。白宮國家安全通訊顧問約翰·柯比則表示，這項逮捕令是「馬杜羅先生為保持權力而使用武力的又一例證」。
歐盟外交與安全政策高級代表何塞普·博雷利「斷然拒絕」這項逮捕令，呼籲「停止對反對派和公民社會的鎮壓和騷擾」。意大利外交部發表聲明，強烈譴責這項逮捕令，並再次呼籲公佈選舉結果及釋放政治犯。
美洲國家組織秘書長路易斯·阿爾馬格羅呼籲國際刑事法院介入，指出對岡薩雷斯的政治迫害是「該國系統性侵犯人權的永久和持續法律邏輯中的又一罪行」。聯合國人權辦公室譴責當地「恐懼氛圍」，並指出對行使「政治參與權利」者的迫害。

### 對委內瑞拉最高法院裁決的反應
馬杜羅內閣成員薩博、伊萬·吉爾和弗雷迪·納涅斯對8月22日最高法院的裁決表示讚許。薩博稱之為歷史性裁決，吉爾表示這「為委內瑞拉7月28日的選舉過程畫上了句號」，而納涅斯則稱其為歷史性的「圓滿結局」。曾在烏戈·查維茲政府中擔任要職並曾是馬杜羅內閣成員的安德烈斯·伊薩拉批評這一裁決為「政變」。
巴西、哥倫比亞和墨西哥於8月8日發表聯合聲明，與最高法院的選舉審計保持距離，聲明中指出「國家選舉委員會有法律責任透明地發佈選舉結果」，並再次呼籲公布投票統計數據。在8月22日最高法院裁決後，墨西哥總統洛佩斯·奧夫拉多爾表示將在投票統計數據公佈後對選舉結果發表評論。馬杜羅的盟友巴西總統盧拉和哥倫比亞總統佩特羅對最高法院裁決暫未作出即時回應，但於8月24日警告委內瑞拉人民「避免訴諸暴力和鎮壓」，並再次呼籲公布投票統計數據。
屬於左翼的智利總統加夫列爾·博里奇不承認最高法院裁決，並指責法院「鞏固了選舉舞弊」，稱這次選舉被一個「壓制異見者、對全球最大流亡者群體無動於衷的獨裁政權」所竊取。據《衛報》報導，瓜地馬拉總統貝爾納多·阿雷瓦洛（被視為中左翼）與博里奇一同從左翼角度批評這次選舉，稱選舉結果是欺詐，是一場「無可爭辯的」委內瑞拉危機。烏拉圭總統路易斯·拉卡列·波烏表示，該決定證實來自「一個剝奪人民制度和民主生活的獨裁政權」的選舉舞弊。巴拉圭總統聖地亞哥·培尼亞表示最高法院的決定是「不可接受」，因為其確認「不反映委內瑞拉人民意願的結果」。玻利維亞前總統豪爾赫·基羅加指出：「委內瑞拉的民主正在被埋葬」，這是一場對「人民主權的打擊」。哥倫比亞前總統們都不承認委內瑞拉最高法院的裁決：胡安·曼努埃爾·桑托斯稱之為「騙局」，伊萬·杜克稱之為對「數百萬渴望改變的公民，以及勇敢的選舉見證人，他們透過會議記錄證明了埃德蒙多·岡薩雷斯以30個百分點的優勢獲勝」的「打擊」。厄瓜多爾前總統吉列爾莫·拉索表示，他對最高法院的裁決並不驚訝，認為其「缺乏公正性、獨立性和可信度」，旨在「鞏固選舉舞弊」。
玻利維亞總統路易斯·阿爾塞和前總統埃沃·莫拉萊斯支持最高法院的裁決並祝賀馬杜羅：阿爾塞批評干涉「玻利維亞委內瑞拉共和國的民主機構」，莫拉萊斯強調最高法院的裁決是「明確、終極且不可上訴」。
其他拉丁美洲領導人以及美國拒絕接受最高法院的裁決；阿根廷、哥斯達黎加、智利、多明尼加共和國、厄瓜多爾、瓜地馬拉、巴拿馬、巴拉圭和秘魯與美國一起發表聯合聲明，呼籲進行獨立的選票審計。
歐盟外交與安全政策高級代表何塞普·博雷爾重申，歐盟不會在沒有選舉記錄的情況下承認馬杜羅。歐盟理事會於8月25日發表聲明，對缺乏來自國家選舉委員會的證據表示關切，指出「國家選舉委員會是依法和憲法負責透明和詳細發佈官方選舉結果的機構」，並重申聯合國先前的立場。理事會聲明呼籲調查並起訴負責侵犯人權的人。
聯合國秘書長安東尼奧·古特雷斯指出最高法院裁決存在爭議。在最高法院裁決之前，聯合國委內瑞拉事實調查團曾表示，最高法院和國家選舉委員會都「缺乏公正性和獨立性」，參與「國家的鎮壓機器」；調查團成員指出司法部長卡里西利亞·羅德里格斯和國家選舉委員會主席阿莫羅索與執政黨統一社會黨的關聯
。

## 影響

### 持續的審查
根據《VE Sin Filtro》的報導指，馬查多於8月1日在《華爾街日報》上發表信件後幾小時，該報即被委內瑞拉的一些提供商封鎖。
8月8日，馬杜羅下令在委內瑞拉封鎖X／Twitter10天；委內瑞拉時間下午3點，《VE Sin Filtro》宣佈封鎖已生效。

### 更改法律
委內瑞拉立法機構通過一項新的法律，旨在「更嚴格地監管非政府組織」及其資金來源。
該法律名為《非政府和相關組織的監督、規範、行動及資金法》（西班牙語：Ley de fiscalización, regularización, actuación y financiamiento de las organizaciones no gubernamentales y afines），是在選後氣氛中的任意逮捕背景下通過的。該法案最初由迪奧斯達多·卡貝洛於2023年提出；其區分外國與委內瑞拉的捐助者，但未說明接受外國捐款的非政府組織將面臨的後果。馬杜羅政府一直認為非政府組織是「資助恐怖行動的幌子」。
法律權利倡導者阿里·丹尼爾斯告訴路透社：「最終，他們希望通過這項法案鎮壓非政府組織，這是7月28日後鎮壓浪潮的一部分，旨在徹底壓制公民空間。」聯合國人權事務高級專員福爾克爾·蒂爾克將其描述為「削弱該國公民和民主空間的法律之一」。

### 難民危機
在馬杜羅政府的鎮壓下，根據民意調查機構Meganálisis從8月8日至11日對1007人進行的調查，超過40%的委內瑞拉人打算近期離開該國。調查顯示，到9月中旬，約有60萬人計劃移民，另有93萬人希望在12月前離開，加入已有770萬人的委內瑞拉僑民行列。
選舉後，對另一場委內瑞拉難民危機的擔憂加劇；數百萬預期選舉將促成和平過渡的人可能會逃往已接收大批委內瑞拉移民的國家。預計這場大規模遷徙將加劇美國的邊境危機，並對拉丁美洲其他國家產生重大影響。

### 解僱公務員
工會領袖報告指出，在委內瑞拉國有或國控企業（如委內瑞拉電視台、委內瑞拉石油公司、Corpoelec電力公司集團等），因政治原因而大批員工遭解僱；《國家報》指出，當管理層得知許多工人相信選舉舞弊指控後，他們即遭到解僱。
委內瑞拉國家新聞工作者工會報告稱，有數十名員工因點贊馬查多在WhatsApp上的帖子而被解僱。《世界報》報導指，親政府的《Últimas Noticias》報紙記者卡梅拉·隆戈在被捕前不久遭解僱；她被控恐怖主義罪，於8月26日獲釋。
工會代表和其他人向路透社透露，在被迫參加親馬杜羅的集會後，委內瑞拉石油公司行政職位中有超過100人因政治觀點被迫辭職，石油部和生產部門的工人也有更多人辭職。

### 護照作廢
一些反對派成員、活動人士、記者及其他人的護照被撤銷。
曾任選舉觀察員的律師安德烈斯·比亞維森西奧告訴《華爾街日報》，選舉後有蒙面人來到他家，儘管他的護照有效期至2031年，但被宣告無效，他擔心被捕，於是無證越境到哥倫比亞，流亡西班牙。
人權工作者埃德尼·洛佩斯的朋友表示，她在被告知護照過期後在機場失踪。洛佩斯的支持者認為她的護照是有效的。LGBT活動人士耶德里·韋拉斯奎茲在機場被告知護照無效，並被拘留六小時，後來獲釋。據BBC和美聯社報導指，這些護照作廢情況相當普遍。

### 財政
彭博社報導指，馬杜羅在廣告和活動上的高額競選開支導致委內瑞拉中央銀行拋售儲備美元，使委內瑞拉玻利瓦爾在平行市場上的交易匯率低於官方市場，威脅再次引發通貨膨脹。《彭博社》指出：「在選舉前夕，馬杜羅在首都大規模投放廣告、廣告牌和壁畫，並在全國各地幾乎每天舉行競選活動，這些活動通常包括音樂表演和精心製作」，導致美元需求大於供應，「重新活躍了用於規避供應短缺和控制的平行市場。」

## 過渡提案
針對權力和平過渡的談判提案包括退出協議與權力分享；也有人提議重新舉行選舉。

### 馬杜羅如何維持權力
《衛報》在8月26日的一篇文章中描述了自選舉後「咚咚行動」開始以來的恐懼，文章指出：「許多專家認為……馬杜羅將設法度過對其11年統治的最新威脅」，並且「有人將這些侵犯人權的行為與智利獨裁者皮諾切特的罪行相提並論」。
為了防止軍隊內部和政府內部的反對聲音，馬杜羅將安全部隊分割成多個小單位。這種被稱為「防範政變」的策略，使得軍隊內部很難鞏固權力。除了各軍種可能互相監視之外，政府支持的武裝民間團體Colectivos和多個情報機構也在協助馬杜羅維持其權力。《紐約時報》的記者傑克·尼卡斯指出，政府還通過給高級軍官高薪職位或國有企業的控制權來「購買忠誠」。史丹佛大學專門研究委內瑞拉政治和軍事的哈羅德·特林庫納斯認為，馬杜羅能夠維持權力主要是因為他對武裝部隊的控制。《邁阿密先驅報》的安東尼奧·瑪麗亞·德爾加多也認同這一觀點，他表示國防部長弗拉基米爾·帕德里諾在古巴的幫助下維持了委內瑞拉的政權。尼卡斯認為，安全部隊是決定馬杜羅是否下台的關鍵因素，而有超過30年拉丁美洲報導經驗的記者蒂姆·帕吉特則指出，「古巴和俄羅斯等盟友正借助其無情的情報機構幫助馬杜羅偵測軍隊中的任何背叛跡象」。
美聯社記者喬舒亞·古德曼撰文指出，「只要馬杜羅擁有軍隊和像俄羅斯和中國這樣的強大盟友的支持」，其他國家就難以發揮重大作用。8月25日，勞雷亞諾·佩雷斯·伊斯基耶爾多在Infobae上寫道，俄羅斯總統弗拉基米爾·普京對馬杜羅的支持類似於他對敘利亞阿薩德家族的支持，有助於馬杜羅維持權力。他指出：「像阿薩德一樣，馬杜羅擁有俄羅斯和中國的堅定支持」，還有「滲透委內瑞拉政府和防禦結構的古巴。」佩雷斯·伊斯基耶爾多總結道，支持岡薩雷斯的投票不會改變普京的立場。
關於馬杜羅可能尋求流亡古巴或土耳其的猜測已經出現，但目前沒有跡象顯示馬杜羅有意下台。在退出談判的背景下，《邁阿密先驅報》的諾拉·加梅斯·托雷斯也指出，馬杜羅在俄羅斯、中國和古巴的支持下仍然保持強硬態度。
《外交政策》的傑夫·拉姆齊和傑森·馬茲扎克撰文稱，馬杜羅最近看起來比以往任何時候都更脆弱，並補充說他的鎮壓行動「看起來不像是一個感到安全和穩固的強人的行為」。在選舉一個月紀念集會舉行的前一天，馬查多告訴路透社，反對派有一個策略，並指出通過和平抗議、國際壓力以及「內部和外部力量之間的協調」，馬杜羅的下台是可能的，儘管少數高級軍官和法官的控制支持他。

### 馬杜羅內閣改組

2019年的迪奧斯達多·卡貝洛

評論員羅曼·萊傑特曼在8月18日於Infobae上撰文指出，儘管美國一直在與委內瑞拉全國代表大會議長豪爾赫·羅德里格斯談判，但馬杜羅可能已經用帕德里諾和迪奧斯達多·卡貝洛取代了他。
8月27日，馬杜羅宣布將進行內閣改組，他表示：「我們正在組建一個新團隊，這將幫助我們為這個時代的轉變開創新道路……」
馬杜羅任命卡貝洛為新任人民力量部長，負責內政、司法與和平事務，此外還進行其他人事變動。根據Infobae的報導，這次改組讓卡貝洛有能力對2024年選舉相關事件中所有形式的異議進行「相應的迫害」，並掌管身份認證、移民與入境事務，以及所有安全部隊和執法機構。
關於選舉及馬杜羅呼籲逮捕馬查多和岡薩雷斯一事，卡貝洛表示：「任何攻擊我們機構、攻擊我們人民的人都必須承擔他們的責任。夠了就是夠了。」
弗拉基米爾·帕德里諾繼續擔任國防部長，而委內瑞拉副總統德爾茜·羅德里格斯也兼任石油部長。
根據法新社的報導指，「接下來會發生什麼可能取決於國際社會是否能對馬杜羅施加足夠的壓力。」

### 反對派提議：和平協商過渡
岡薩雷斯曾表達過與馬杜羅協商權力移交的意願，這包括不追究其政黨責任，並在全國代表大會中給予其一席之地。
據《邁阿密先驅報》記者諾拉·蓋梅斯·托雷斯8月8日的報導指，馬查多表示，反對派願意與馬杜羅談判，以讓他承認岡薩雷斯的勝選。馬查多提出了四個談判要點：
1. 承認7月28日的選舉結果；
2. 以「有序且穩定的民主過渡」進行；
3. 提供「保障、保證和激勵」以迅速達成結果；
4. 「這必須是一場由委內瑞拉人民、人民信任的領導人以及公民社會各界代表的談判」[195]。

蓋梅斯·托雷斯寫道，「沒有證據表明馬杜羅政權願意與反對派進行談判」，並補充說他「已威脅要逮捕他們」。前哥倫比亞副總統弗朗西斯科·桑托斯·卡爾德隆認為，關於最高法院的審核，「馬杜羅將利用法律手段來驗證選舉委員會提供的虛假結果，抹黑反對派提供的數據，最終逮捕岡薩雷斯和馬查多」。
馬查多歡迎巴西和哥倫比亞的努力，但表示選舉勝利是不可協商的，反對派不會同意權力分享。

### 巴西、哥倫比亞提議：重新舉行選舉
巴西總統盧拉和哥倫比亞總統佩特羅，作為馬杜羅的左翼盟友，一直敦促他公佈選票統計結果，於8月15日提議重新舉行選舉——根據委內瑞拉法律，如果選舉被宣布無效，則可以重新進行選舉。同時，盧拉自選舉以來對馬杜羅作出最強烈的批評，稱委內瑞拉政府具有「威權傾向」，是一個「非常令人不快的政權」，並再次呼籲馬杜羅公佈選票統計結果。
反對派和馬杜羅政府均拒絕這一提議——雙方都聲稱自己已經贏得了選舉。
美國總統祖·拜登似乎支持這一提議，但白宮發言人後來似乎暗示他指的是其他事情。
墨西哥總統洛佩斯於8月15日表示，他不認為巴西和哥倫比亞的提議「謹慎」，自8月1日以來他未與這些國家的總統對話，且無計劃在委內瑞拉最高法院作出裁決前繼續對話；他沒有承認馬杜羅為選舉的勝利者，但批評那些宣佈岡薩雷斯獲勝的國家和組織，並補充說墨西哥「不支持任何一方」。

### 美國立場：特赦或制裁
2024年7月19日，曾在當勞·特朗普第一任政府中擔任委內瑞拉問題特使的外交官艾略特·艾布拉姆斯建議，美國應向馬杜羅提供特赦。
美國否認《華爾街日報》於8月11日報導的美國曾以特赦換取馬杜羅承認選舉結果的說法；一位高級美國官員告訴《邁阿密先驅報》，美國「並未向尼古拉斯·馬杜羅及其助手提供任何形式的特赦以使其在委內瑞拉下台，但對所有可能性持開放態度」，白宮新聞秘書卡琳·珍-皮埃爾確認這一否認。
《華盛頓郵報》8月10日的一篇文章指出，拜登政府正在遵從巴西、哥倫比亞和墨西哥三國總統的意見；未具名的政府消息人士稱，2025年1月就職典禮前還有時間採取其他策略，但目前的重點是提供一個退出策略，而不是更嚴厲的選項如制裁。佛羅里達州參議員馬可·魯比奧和其他批評人士認為，這一策略給馬杜羅更多權力，使其能夠繼續鎮壓。
8月18日，拜登政府一位未具名官員表示，與馬杜羅的談判未有進展，因為馬杜羅不願接受失敗的事實，並且「不想進行兩次談判」（一次現在，一次在美國大選後），根據Infobae的一篇文章，馬杜羅計劃將整個政治進程推遲到2024年美國總統選舉之後。白宮消息人士告訴Infobae，正在考慮對委內瑞拉軍方和安全部隊成員進行制裁。拉姆齊和馬克扎克於8月27日撰文稱，拜登政府正在「保留籌碼」，以避免馬杜羅與俄羅斯和中國走得更近；他們提到，美國在施加更多制裁方面進展緩慢，以便繼續從委內瑞拉獲取石油。
9月12日，美國財政部對與選舉舞弊相關的16人進行制裁，這些人包括委內瑞拉、國家選舉委員會和軍隊的高級人物，如卡里斯莉亞·羅德里格斯、德明戈·安東尼奧·埃爾南德斯·拉雷斯等。

### 權力分享提議
委內瑞拉經濟學者弗朗西斯科·羅德里格斯主張，應通過類似於1989年波蘭圓桌會議和波蘭合同議會的權力分享協議來實現和平的權力過渡。他建議以2020年3月的美國提案「委內瑞拉民主過渡框架」為基礎，讓馬杜羅象徵性地保留總統職位，馬杜羅的支持者保留安全和警察部門，反對派則擔任總理和其他內閣職位。
8月15日，巴西總統盧拉和哥倫比亞總統佩特羅提議進行權力分享，但馬杜羅和反對派均拒絕這一提議。

## 外部鏈接
- Nicas, Jack. . The New York Times. 2024-08-04  [2024-08-04]. （原始内容存档于2024-08-04） （英语）.
- Ormerod, Alex González. . TIME. 2024-08-06  [2024-08-06]. （原始内容存档于2025-01-18） （英语）.